# Марк Папирий Мугиллан
Марк Папирий Мугиллан (лат. Marcus Papirius Mugillanus; V век до н. э.) — римский политический деятель из патрицианского рода Папириев, военный трибун с консульской властью 418 и 416 годов до н. э., консул 411 года до н. э.
Коллегами Марка Папирия по первому трибунату были Луций Сергий Фиденат и Гай Сервилий Аксилла. В 418 году началась война с Лабики; сенат постановил, что на войну отправятся два трибуна из трёх, и это стало причиной для ссоры трибунов, каждый из которых хотел воевать. Ссоре положил конец отец Гая Сервилия, отеческой властью приказавший своему сыну уступить командование коллегам.
Марк Папирий и Луций Сергий продолжали ссориться во время похода. Упрёки легатов заставили их договориться о посменном командовании (по одному дню). В день, когда командовал Луций Сергий, римская армия потерпела поражение и бежала в Тускул; результатом этих событий стало избрание диктатора.
В 416 году Марк Папирий стал одним из четырёх военных трибунов. Этот год был мирным. В 411 году до н. э. Мугиллан стал консулом совместно со Спурием Навтием Рутилом. В это время Рим, где только что закончилась эпидемия чумы, страдал от голода. Консулы разослали во все государства региона послов для закупок зерна, и город оказался настолько обезлюдевшим, что для каждого посольства нашёлся только один сенатор.